# Bernard Onanga Itoua
Bernard Onanga Itoua (* 7. September 1988 in Blois) ist ein französisch-kongolesischer ehemaliger Fußballspieler.

## Karriere
Onanga Itoua spielte von 2003 bis 2008 in der Jugendmannschaft von AJ Auxerre und wurde ab 2007 auch in der zweiten Mannschaft eingesetzt. In der Saison 2010/11 bestritt er außerdem zwei Spiele in der Ligue 1. Im Sommer 2011 wechselte Onanga Itoua zum bulgarischen Club Litex Lowetsch, bei dem er regelmäßig zum Einsatz kam. Zur Saison 2012/13 ging Onanga Itoua nach Israel zu Hapoel Ramat Gan. Auch dort war er Stammspieler und absolvierte in dieser Zeit seinen einziges Spiel in der A-Nationalmannschaft der Republik Kongo. Nach Ramat Gans Pokalsieg und dem Abstieg ging Onanga Itoua im Sommer 2013 ablösefrei zum deutschen Drittliga-Aufsteiger SV Elversberg, bei dem er einen Dreijahresvertrag unterschrieb. Schon nach einem Jahr verließ er Elversberg wieder zu AO Platanias in die griechische Super League. Dort wurde er auf Anhieb zur Stammkraft in der Abwehr und beendete mit seinem Team die Saison 2014/15 im gesicherten Mittelfeld. In der nachfolgenden Spielzeit kam er nur noch selten zum Einsatz und fand sich zumeist auf der Ersatzbank wieder. Nach Saisonende wurde sein Vertrag nicht verlängert. Itoua war ein Vierteljahr ohne Verein, ehe ihn Ende September 2016 der rumänische Erstligist Gaz Metan Mediaș verpflichtete. Dort kam er in der Saison 2016/17 nur fünfmal zum Einsatz. Im August 2017 verließ er den Klub wieder und heuerte für ein Jahr beim zyprischen Erstligisten Alki Oroklini an. Danach fand er keinen Verein mehr.

## Erfolge
- Israelischer Pokalsieger: 2013